# Hermann Kast
Hermann Kast (* 29. Juli 1869 in Stuttgart; † 9. September 1927 in Schruns) war ein deutscher Sprengstoffchemiker.
Hermann Kast wurde am 29. Juli 1869 in Stuttgart als Sohn des Kaufmanns Michael Kast geboren. Er absolvierte das Realgymnasium in Stuttgart und studierte Naturwissenschaften, insbesondere Chemie zunächst in Stuttgart, wo er in die Studentenverbindung „Akademische Gesellschaft Sonderbund“ eintrat. Er setzte sein Studium in München und danach in Berlin fort, wo er Schüler von Ferdinand Tiemann und Emil Fischer sowie August Wilhelm von Hofmann war und 1893 promoviert wurde (Ein Beitrag zur Kenntnis höherer aliphatischer Amidoxime). Anschließend war er kurze Zeit in Hamburg am Hygienischen Institut und kurz in Spandau an der Königlichen Pulverfabrik tätig. 1898 übernahm er eine Stelle als Chemiker beim Militärversuchsamt. Danach übernahm Kast bei der Chemisch-Technischen Reichsanstalt eine Stelle als Abteilungsvorstand.
Er war einer der bekanntesten Sprengstoffchemiker in Deutschland und Oberregierungsrat an der Chemisch-technischen Reichsanstalt in Berlin. Diese entstand 1920 aus der Militärtechnischen Versuchsanstalt in Berlin-Plötzensee, an der er vorher war. Er hatte einen Professorentitel.
Mehrere Begriffe, Methoden und Verfahren der Sprengstoffchemie und -technik wurden nach ihm benannt (unter anderem Apparat von Kast zur Messung der Explosivkraft, Koeffizienten von Kast, Versuch von Kast). Er entwickelte Verfahren zur Messung der Eigenschaften und Charakterisierung von Explosivstoffen, insbesondere zur Explosionstemperatur.
Kast war einer der Gutachter nach der Explosion des Oppauer Stickstoffwerkes der BASF im September 1921. Die Ergebnisse veröffentlichte er in einer Reihe von Aufsätzen in der Zeitschrift für das gesamte Schieß- und Sprengstoffwesen (Band 20, 1925, Band 21, 1926).
Von ihm stammt eine Monographie über Spreng- und Zündstoffe und Ludwig Metz gab 1931 postum ein Manuskript von Kast über deren chemische Untersuchung heraus. Dieses Buch wurde auch ins Spanische übersetzt (1959).
Kast war lange im Rat und Vizepräsident im Berliner Bezirksverein der Gesellschaft deutscher Chemiker.
Er wohnte zuletzt in Berlin-Grunewald.

## Schriften
- Anleitung zur chemischen und physikalischen Untersuchung der Spreng- und Zündstoffe, Vieweg 1909 (Sonderdruck aus Post’s Chemisch-technische Analyse, 3. Auflage)
- Spreng- und Zündstoffe, Vieweg 1921, doi:10.1002/bbpc.19220280121
- mit Ludwig Metz: Chemische Untersuchung der Spreng- und Zündstoffe, Vieweg 1931, 2. Auflage 1944